# Zarja (ISS)
För det ryska polarfartyget, se Zarja (polarfartyg).

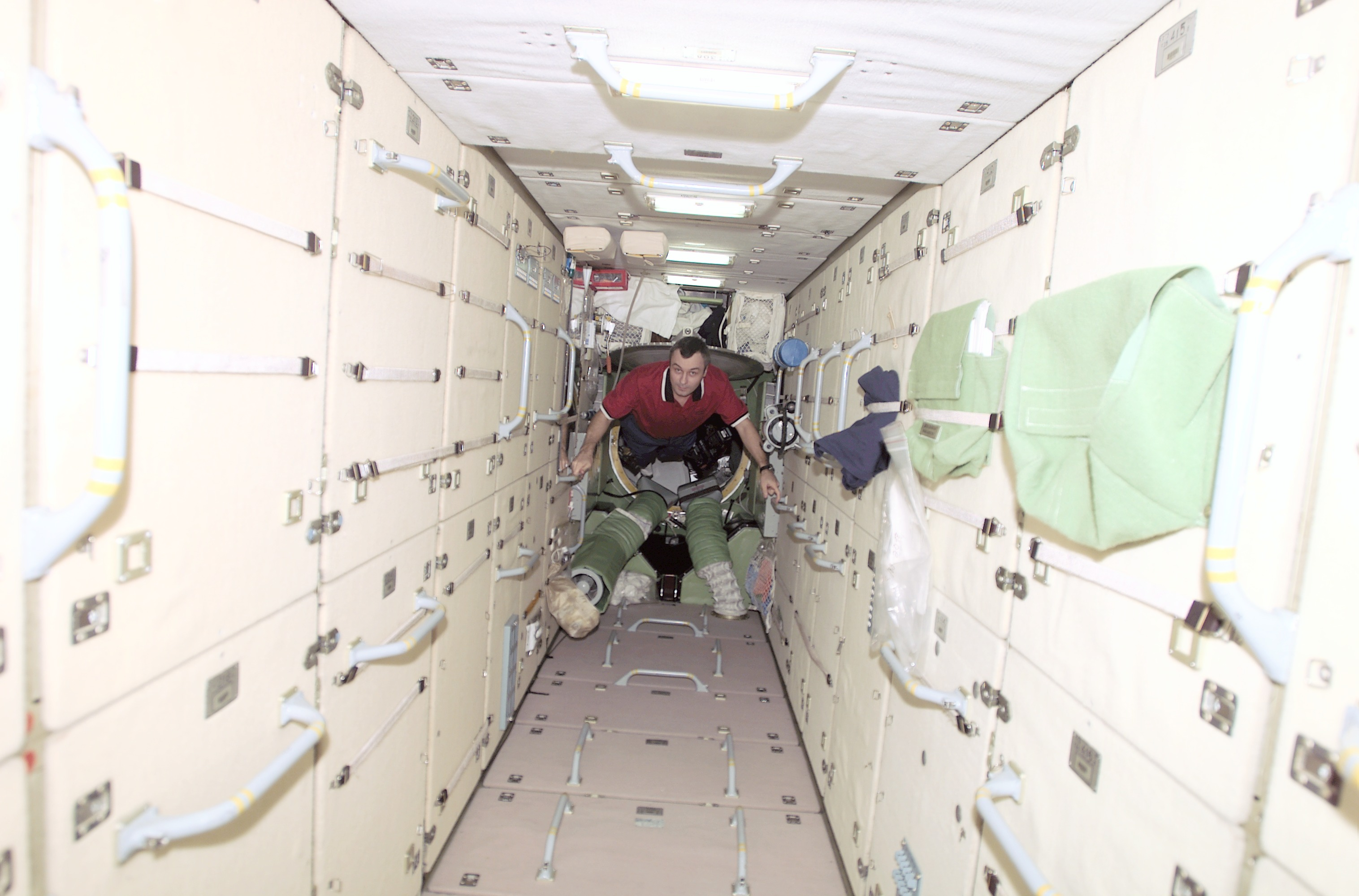
Kosmonaut Vladimir Dezjurov ombord Zarja 2001.

Zarja  (ryska: Заря, som betyder Gryning) är en trycksatt modul på den Internationella rymdstationen, ISS. Namnet valdes för att symbolisera gryningen av en ny tid med internationellt samarbete i rymden. 
Zarja var den första modulen till ISS som sköts upp och detta skedde i november 1998 med en Proton-raket. Zarja är bekostad av NASA men byggd och uppskjuten av Ryssland, eftersom ryssarna kunde göra det till ungefär halva det pris som offererats av Lockheed. Priset NASA betalade för Zarja var ungefär 220 miljoner dollar.
Zarja användes till en början för många funktioner på ISS, som strömförsörjning, lagring, framdrivning och styrning. Allt eftersom fler moduler har byggts till används Zarja numera mest som lagermodul. Zarja är en vidareutveckling av en modul som användes i rymdstationen Mir.
Zarja har sexton utvändiga bränsletankar som tillsammans rymmer sex ton bränsle, tjugofyra stora och tolv små jetstrålar samt två stora motorer för justering av ISS omloppsbana. Utvändigt finns även två stycken 10,67 meter långa och 3,35 meter breda solpaneler.

## Anslutningar
Zarja har tre anslutningar; för, akter och nadir (under).
- För: Här är den amerikanska modulen Unity ansluten, via (PMA-1).
- Akter: Här är den ryska modulen Zvezda ansluten.
- Nadir: Rassvet, tidigare dockningsport för de ryska farkosterna Sojuz och Progress.

## Dimensioner och vikt
Zarja är 12,56 meter lång, har en diameter på 4,11 meter och väger ungerfär 19,5 ton.

## Uppskjutning
Zarja sköts upp den 20 november 1998, med protonraket.

## Dockningar
| Farkost / Modul | Port  | Dockning (UTC)            | Urdockning (UTC)        |
| --------------- | ----- | ------------------------- | ----------------------- |
| Unity (PMA-1)   | För   | 4 december 1998, 08:35:34 |                         |
| Zvezda          | Akter | 26 juli 2000, 00:44:44    |                         |
| Progress M1-4   | Nadir | 18 november 2000, 03:48   | 1 december 2000, 16:23  |
| Progress M1-4   | Nadir | 26 december 2000, 10:54   | 8 februari 2001, 11:26  |
| Progress M-64   | Nadir | 16 maj 2008, 21:39        | 1 september 2008, 19:46 |
| Rassvet         | Nadir | 18 maj 2010, 12:19:45     |                         |

### Fotnoter
1. ↑  Manned Astronautics - Figures & Facts, Zarja Arkiverad 27 oktober 2016 hämtat från the Wayback Machine., läst 17 augusti 2016.
2. ↑  Dickson, Paul (2009). ”Zarya”. A Dictionary of the Space Age. JHU Press. sid. 242
3. ↑  Manned Astronautics - Figures & Facts, Zvezda Arkiverad 27 oktober 2016 hämtat från the Wayback Machine., läst 17 augusti 2016.
4. ↑  Manned Astronautics - Figures & Facts, Rassvet Arkiverad 19 november 2016 hämtat från the Wayback Machine., läst 17 augusti 2016.